# Ĺ
Ĺ, ĺ (L з акутом) — літера розширеної латиниці, яку використовують у словацькій мові, де називається dlouhé el («довге ель») і стоїть 21-ю за рахунком.
Позначає довгий складовий приголосний звук ː [l̩], який протиставлений короткому складовому МФА: [l̩], який позначається звичайною літерою L. Зустрічається досить рідко, наприклад, у словах kĺb «суглоб» або «стовп».